# Winfield, Kansas
Winfield är administrativ huvudort i Cowley County i Kansas. Enligt 2020 års folkräkning hade Winfield 11 777 invånare.